# Muribenua Village
Muribenua Village är en ort i Kiribati.   Den ligger i örådet Nikunau och ögruppen Gilbertöarna, i den sydöstra delen av landet, 500 km sydost om huvudstaden Tarawa. Muribenua Village ligger 7 meter över havet och antalet invånare är 240. Den ligger på ön Nikunau Island.
Terrängen runt Muribenua Village är mycket platt.  Närmaste större samhälle är Rungata, 3,0 km sydost om Muribenua Village. 